# Тенерес
Тенерес (тринітрорезорцинат свинцю), ТНРС (рос. тенерес, англ. trinitroresorcinate; нім. Trinitroresorzinat n), також стифнат свинцю — ініціююча вибухова речовина складу C6H2(NO2)3Pb·H2O.
Тенерес являє собою кристали ясно-жовтого кольору, що погано розчиняються в органічних розчинниках і в етаноламіні (30 %). Чутливість тенересу до тертя вища, ніж гримучої ртуті, але нижча, ніж у азиду свинцю. Чутливість до удару — нижча. Ініціююча здатність значно слабша, ніж у них. Застосовується тільки як проміжний заряд масою 0,1 г, який ініціює азид свинцю, а останній ініціює заряд вторинної вибухової речовини.
Під впливом прямого сонячного світла темніє і розкладається. З металами хімічно не взаємодіє. Є високотоксичною речовиною.
| Густина                  | [уточнити] |
| Температура спалахування | 270–280 °С |
| Температура вибуху       | 3030 °С    |
| Швидкість детонації      | 5200 м/с   |
| Тротиловий еквівалент    | 0,37       |